# Chrysosplenium ramosum
Chrysosplenium ramosum är en stenbräckeväxtart som beskrevs av Carl Maximowicz. Chrysosplenium ramosum ingår i släktet gullpudror, och familjen stenbräckeväxter. Inga underarter finns listade i Catalogue of Life.